# Novîi Krîvîn, Slavuta
Novîi Krîvîn (în ucraineană Новий Кривин) este un sat în comuna Starîi Krîvîn din raionul Slavuta, regiunea Hmelnîțkîi, Ucraina.

## Demografie
Componența lingvistică a localității Novîi Krîvîn
     Ucraineană (100%)
Conform recensământului din 2001, toată populația localității Novîi Krîvîn era vorbitoare de ucraineană (100%).